# 多瑙艾吉哈佐
多瑙艾吉哈佐（匈牙利語：Dunaegyháza）是匈牙利南部巴奇-基什孔州所辖的一个村，总面积10.12平方公里，总人口1522，人口密度150人/平方公里（2005年）。地理坐标为46°50′N 18°57′E。